# Baeonectes improvisus
Baeonectes improvisus är en kräftdjursart som beskrevs av Wilson 1982. Baeonectes improvisus ingår i släktet Baeonectes och familjen Munnopsidae. Inga underarter finns listade i Catalogue of Life.